# 파벨 부갈로
파벨 빅토로비치 부갈로(우즈베크어: Pavel Viktorovich Bugalo, 러시아어: Па́вел Ви́кторович Бугало, 1975년 8월 21일~)는 우즈베키스탄의 전직 축구 선수로 포지션은 골키퍼이다. 파흐타코르 타슈켄트 등 우즈베키스탄 프로 축구 리그의 팀에서 선수 생활을 했으며 우즈베키스탄 축구 국가대표팀의 일원으로 AFC 아시안컵에 3회 참가했다.

## 구단 경력
1975년 우즈베크 SSR 치르치크에서 태어난 부갈로는 1989년부터 1991년까지 우즈베크 SSR의 축구팀인 파흐타코르 타슈켄트의 유소년 선수로 뛰었다.
1991년 FC 치르치크에서 프로 선수로 데뷔했고 그 해에 14경기 출전했다. 1992년에는 유소년 선수 시절 소속팀이었던 파흐타코르 타슈켄트로 이적했으며 1999년까지 활동했다. 부갈로는 파흐타코르 선수 시절인 1996년과 1997년 연속으로 우즈베키스탄 올해의 축구 선수로 선정되었다.
2000년 러시아 프리미어리그의 FC 알라니야 블라디캅카스로 이적했고 1시즌 후 카자흐스탄 리그의 제니스 아스타나, FC 제티수, FC 오르다바시 소속으로 뛰었다. 2007년에 우즈베키스탄으로 돌아온 부갈로는 부뇨드코르로 이적했고 2010년까지 그 팀에서 활동했다.

## 국가대표팀 경력
부갈로는 1995년에 우즈베키스탄 대표팀 선수로 활동하기 시작했다. 그 해 11월 10일 라고스에서 열린 나이지리아와의 친선 A매치에 출전하면서 대표팀 데뷔전을 가졌다. 이 경기는 1-0으로 우즈베키스탄이 패했다.